# Víctor Rosales
För andra betydelser, se Víctor Rosales (olika betydelser).
Víctor Rosales, född 1776 i Zacatecas, död 20 maj 1817 i Ario i Michoacán var en mexikansk militär under det mexikanska frihetskriget. Länge fältmarskalk, utsågs han 1817 till överbefälhavare i regionen Michoacán. Den 20 maj samma år dog han i strid med Vicekungadömet Nya Spaniens styrkor. Rosales är begravd tillsammans med 12 andra mexikanska frihetshjältar i en underjordisk kammare vid monumentet El Ángel de la Independencia på Paseo de la Reforma i Mexico City.